# 陳經綸 (明朝)
- 關於名为陈经纶的其他人物，請見「陈经纶」。
- 關於名为陈汝学的其他人物，請見「陈汝学」。

陳經綸（1463年—？），字汝學，廣東廣州府新會縣人，民籍，明朝政治人物。

## 生平
成化十九年（1483年）癸卯科廣東鄉試第一名舉人（解元），二十三年（1487年）中式丁未科會試第三百一名，二甲第二十四名進士。歴官南京户部主事，升湖广提学。

## 著作
有《寒泉遗稿》。

## 家族
曾祖陳穀；祖父陳雄；父陳玄方。母李氏；繼母黃氏。重庆下。弟絲綸。